# امایگبو
امایگبو (به لاتین: Amaigbo) یک منطقهٔ مسکونی در نیجریه است که در imo state واقع شده‌است.